# Rollergirl
Rollergirl är artistnamnet för Nicole Safft, som är en tysk popsångerska, född 19 november 1975 i Lünen (Tyskland). Hennes karaktäristiska rullskridskor följer med henne överallt, vilket syns tydligt i hennes musikvideor. Hon åkte rullskridskor redan som barn och var med i en rullskridskoklubb. Hon tog sitt namn från karaktären "Rollergirl" som spelades av Heather Graham i filmen Boogie Nights från 1997.

## Diskografi
Rollergirl gav ut ett komplett album år 1999. Från detta album gavs ett antal singlar ut. Efter albumet gavs ett fåtal fristående singlar ut.

### Album
- 1999 – Now I'm Singin'... And The Party Keeps On Rollin'

### Singlar
- 1999 – Luv U More
- 1999 – Dear Jessie (cover på låten med samma namn från Madonna)
- 2000 – Superstar
- 2000 – Eternal Flame (cover på låten med samma namn från Bangles)
- 2000 – You Make Me Feel Like Dancing
- 2001 – Close To You
- 2002 – Geisha Dreams